# Kaniža Gospićka
Kaniža Gospićka falu Horvátországban Lika-Zengg megyében. Közigazgatásilag Gospićhoz tartozik.

## Fekvése
Gospićtól 1 km-re nyugatra a Likai karsztmezőn, a Gospićról Karlobagra menő 25-ös számú főút mentén, a Bogdanica partján fekszik. Határában ömlik a Bogdanica a Novčicába.

## Története
A török kiűzése után 1691-ben Marko Mesić a török kiűzésében oroszlánrészt vállaló katolikus pap horvátokat telepített ide. Az ő kezdeményezésére építették az akkori Bagon, a mai Karlobagon a kapucinus kolostort és a Szent József templomot is, ahol az első misét 1712. augusztus 22-én celebrálták. A karlobagi kapucinusok jelentős részt vállaltak a felszabadított területek evangelizációjában is. Ennek során a Gospić melletti Kanižán a Bogdanicán át vezető híd közelében a helybeli Ivan Čanić által 1720-ban adományozott földterületen III. Károly magyar király pénzügyi támogatásával hospitiumot, az átutazók elszállásolására szolgáló kolostori épületet létesítettek, amelyet 1721. július 12-én nyitottak meg. A hospitium egészen 1786-ig működött, amikor II. József magyar király a szerzetesrendek felszámolása során bezáratta. Később maradványaira egy emeletes épületet a gospići pénzügyi palotát építették fel. 1945. április 4-én a partizánok ebben az épületben rendezték be börtönüket és vallató központjukat ahol Dragutin Kukalj atya gospići plébános, neves teológiai író is mártírhalált szenvedett. 1957-ben a rossz emlékű épületet lebontották és helyén katonai létesítmények épültek. Ma új épület áll a helyén, melyben a megyei természetvédelmi szolgálat működik. 1845-ben kőhíd épült itt a Bogdanicán. A falunak 1857-ben 509, 1910-ben 827 lakosa volt. A trianoni békeszerződés előtt Lika-Korbava vármegye Gospići járásához tartozott. Ezt követően előbb a Szerb-Horvát-Szlovén Királyság, majd Jugoszlávia része lett. A falunak 2011-ben 395 lakosa volt.

## Lakosság
| Lakosság változása | Lakosság változása | Lakosság változása | Lakosság változása | Lakosság változása | Lakosság változása | Lakosság változása | Lakosság változása | Lakosság változása | Lakosság változása | Lakosság változása | Lakosság változása | Lakosság változása | Lakosság változása | Lakosság változása | Lakosság változása |
| ------------------ | ------------------ | ------------------ | ------------------ | ------------------ | ------------------ | ------------------ | ------------------ | ------------------ | ------------------ | ------------------ | ------------------ | ------------------ | ------------------ | ------------------ | ------------------ |
| 1857               | 1869               | 1880               | 1890               | 1900               | 1910               | 1921               | 1931               | 1948               | 1953               | 1961               | 1971               | 1981               | 1991               | 2001               | 2011               |
| 509                | 695                | 745                | 838                | 1.010              | 827                | 1.062              | 957                | 607                | 597                | 586                | 538                | 547                | 581                | 438                | 395                |

## Nevezetességei
A Bogdanicán át vezető kőhíd 1845-ben épült.